# X-Men (videojuego de 1993)
X-Men es un videojuego de 1993 desarrollado y publicado por Sega, basado en las aventuras del equipo de superhéroes X-Men de Marvel Comics. El juego está disponible para uno o dos jugadores que pueden jugar como uno de cuatro personajes elegibles. Fue lanzado exclusivamente para Sega Mega Drive y tuvo como secuela a X-Men 2: Clone Wars en 1995.

## Trama
El juego tiene lugar en la Sala del Peligro (Danger Zone), una zona de entrenamiento para los X-Men dentro de la mansión X. Mientras un virus se transmite vía satélite, y ha infectado la sala de peligro, desactivando los límites de control y seguridad, los X-Men deben soportar el comportamiento impredecible de la sala de peligro hasta que el virus pueda ser localizado y eliminado. Una vez que se elimina el virus, los X-Men descubren que Magneto está detrás de los virus informáticos y la etapa final consiste en una batalla con él.
Gambito,
Nightcrawler, Wolverine y Cíclope están disponibles para jugar. Cada personaje puede saltar y utilizar varios ataques exclusivos como puñetazos y patadas estándar y su poder mutante, que tiene una duración limitada por una barra de energía mutante similar a un medidor de salud, haciendo que el jugador utilice más los ataques estándar. La barra de energía mutante puede regenerarse lentamente cuando se agota el medidor. Al cambiar de personaje en medio de una misión, se mantiene la cantidad de poder mutante que quedaba después del último uso del personaje.

## Jugabilidad
Los cuatro personajes principales:
- Wolverine: utiliza garras retráctiles que mejoran la fuerza de sus golpes básicos y le permite ejecutar ataques especiales de aire. Como en otros juegos de X-Men, posee un factor curativo que le permite recuperar salud, es decir, reponer muy lentamente la barra de vida.

- Gambito: utiliza un bo como arma para los ataques estándar. Su poder mutante le permite lanzar cartas cargadas que buscan a los enemigos.

- Cíclope: utiliza como poder mutante, los rayos ópticos que pueden rebotar.

- Nightcrawler: utiliza una capacidad de teleportación que puede saltar muchas áreas o transportar un personaje secundario.

- Otros X-Men como Storm, Rogue, Iceman y Arcángel sirven de apoyo limitado durante las misiones. Jean Grey aparece también como apoyo para recoger a personajes que caen.

Hay varios niveles, que incluyen peleas finales contra personajes conocidos del universo de los X-Men.

### Reinicio del equipo
En el momento de su lanzamiento, este fue uno de los pocos juegos que rompió la cuarta pared. Una vez que Mojo es derrotado, el jugador debe "resetear el ordenador" para que la sala de peligro pueda detener el virus que se está emitiendo, al final del nivel de Mojo. Sin embargo, no hay ningún interruptor para hacerlo. Resetear el equipo pretende ser literal, porque el jugador tiene que presionar ligeramente el botón de reset en la consola Sega Mega Drive/Genesis antes de que se agote el tiempo de la misión. Si se ejecuta bien, el juego mostrará dígitos como si un equipo se ha restablecido.
Aunque único, este hecho fue criticado ampliamente por críticos de las revistas de videojuegos y los consumidores. Si se mantiene pulsado el botón de reset demasiado tiempo, se reiniciaría el videojuego a la pantalla de título como uno esperaría normalmente. Esto también hace que el juego sea imposible completar cuando se reproduce la Sega Nomad sin utilizar un truco Seleccionar nivel, como también sucede con la portátil Sega Mega Drive/Genesis, puesto que no tiene ningún botón de reset.

### Banda sonora
Toda la música del juego fue compuesta por Fletcher Beasley mediante el sistema G.E.M.S. (Software de música de emulación de Génesis), que podía comunicarse con el chip de sintetizador de Yamaha 2612 FM en Sega Genesis y podría utilizarse para reproducir directamente los sonidos a través de la Genesis.
En palabras de Fletcher decían, "mi inspiración fue crear algunas canciones de rock/electrónica al estilo duro con bordes que funcionarían bien en el juego. En parte, esto fue porque escuché música de esa época y no porque tocó en muchas bandas de rock sino también porque pensé que iba a funcionar mejor en la Genesis, en lugar de sonidos más orgánicos u orquestales. El sintetizador de la Génesis utiliza cuatro operadores de síntesis FM como su fuente de sonido. FM suena mejor, en mi opinión, haciendo sonidos muy synthy o sonidos distorsionados, con bordes duros. No es tan buena en sonidos orgánicos. En X-Men, estaba intentando crear el sonido de la guitarra distorsionada en muchas de las canciones que escribí."

## Recepción
X-Men fue aclamado en la Sega Genesis. Fue elogiada por su banda sonora original, los gráficos y controles respetables. Sin embargo, algunos criticaron el juego por la falta de más personajes jugables. El Juego de los X-Men había sido más recordado por su extrema dificultad, incluso para jugadores experimentados. El jugador debía conocer las formas de vencer al enemigo porque un ataque normal y un ataque especial podían no dañar al jefe final.
En 2011, IGN nombró el juego en su lista de "Quince juegos realmente, realmente, realmente difíciles", citando "enemigos colocados injustamente, saltos ridículamente molestos y jefes casi imposibles de vencer", así como la necesidad para presionar ligeramente el botón de reset de Genesis al final de la fase de  "Mojo's Crunch".
El juego ocupó el puesto número 7 en la lista de los "10 mejores juegos de X-Men" de GameTrailers.